# Monique Rousseau
Pour les articles homonymes, voir Rousseau.
Monique Rousseau, née le 10 mai 1937 à Montbéliard, est une femme politique française.

## Biographie
- Députée de la 3e circonscription du Doubs[1] de 28 mars 1993 à 21 avril 1997.
- Conseillère générale du Doubs de 1992 à 1998.
- Ancienne adjointe au maire de Montbéliard.